# Фармингтон (Делавер)
Фармингтон (енгл. Farmington) град је у Округу Кент у америчкој савезној држави Делавер. По попису становништва из 2010. у њему је живело 110 становника

## Демографија
| Група             | 2000.       | 2010.        |
| Белци             | 75 (100,0%) | 110 (100,0%) |
| Афроамериканци    | 0 (0,0%)    | 0 (0,0%)     |
| Азијати           | 0 (0,0%)    | 0 (0,0%)     |
| Хиспаноамериканци | 0 (0,0%)    | 0 (0,0%)     |
| Укупно            | 75          | 110          |